# Fritz Gosslau
 (août 2018).
Si vous disposez d'ouvrages ou d'articles de référence ou si vous connaissez des sites web de qualité traitant du thème abordé ici, merci de compléter l'article en donnant les références utiles à sa vérifiabilité et en les liant à la section « Notes et références ».
Fritz Gosslau, né le 25 mars 1898 à Berlin et mort le 1er décembre 1965 à Grünwald, est un ingénieur allemand, connu pour son travail sur la bombe volante V-1.

## Biographie

### Études
Fritz Gosslau naît à Berlin en 1898. En 1923, il termine ses études d'ingénieur en obtenant un diplôme de l'Université technique de Berlin. En 1926, il obtient son doctorat sur le thème Rechnerische und experimentelle Untersuchungen über Wärmebeherrschung und Leistungssteigerung in luftgekühlten Flugmotorenzylindern (Études expérimentales et calculées sur le contrôle de la chaleur et l'amélioration des performances des cylindres de moteurs d'avion).

### Carrière
Dans les années 1930, Gosslau a travaillé au développement de moteurs d'avion chez Siemens. Lorsque l'entreprise abandonne la production de moteurs d'avion, il déménage à Argus Motoren Gesellschaft. Il faisait partie de l'équipe de construction des moteurs Argus As 410 et 411. Il a également participé à la construction d'un moteur refroidi par air de 24 cylindres développant 3 500 chevaux. Au début de 1937, Gosslau élabore des propositions pour un missile distant, sans pilote, destiné à un usage militaire spécial. Le 14 juillet 1939, cet avion téléguidé effectue son premier vol. Le 9 novembre 1939, il propose de développer un missile à voilure motorisée d’une portée de plusieurs centaines de kilomètres, et, grâce à la radionavigation, une grande précision. Pour ce missile, l'ingénieur a utilisé un moteur à réaction à impulsions (Pulsationsschubrohres) ; au début de la production, il en avait fait une unité extrêmement fiable.
À partir de 1942, Gosslau participe à l’équipe de développement du Fieseler Fi 103, également appelé V1, un missile sans pilote à charge explosive. Vers la fin de la Seconde Guerre mondiale, Gosslau s’est impliqué dans sa construction en tant qu’arme-suicide et son nom est lié à la création de l’escadron Leonidas.
Après la guerre, Gosslau rejoint Dürkopp, fabricant de motocycles, où il est designer en chef depuis 1948. En 1954, il rejoint le constructeur d’avions Heinkel Flugzeugwerke et reprend le développement de nouveaux moteurs. En 1958, après que Junkers Flugzeug-und Motorenwerke (constructeur d’avions et de moteurs) eut racheté les agences de développement de moteurs de Heinkel et Messerschmitt, Gosslau devint administrateur de Junkers jusqu’en 1963, date à laquelle elle devint une société par actions, basée à Munich.
Gosslau meurt le 1er décembre 1965 à Grünwald, en Bavière, âgé de 67 ans.